# TV Prisen
TV Prisen er et dansk prisuddelingsshow, som arrangeres af Producentforeningen og som har til at formål at hylde de bedste tv- programmer og -værter i det forgangne år. Prisuddelingsshowet blev afholdt for første gang i 2000. Ved uddelingen uddeles priser i 16 kategorier anno 2024, samt en ærespris, "Årets Otto", der er opkaldt efter den tidligere radio- og tv-vært Otto Leisner.

## Kategorier
Tv-prisens kategorier fastlægges hvert år af Tvprisens Exective Udvalg, som bestræber sig på at sammensætte kategorierne således, at de afspejler tv-branchens udvikling. Producentforeningen forbeholder sig desuden retten til at lukke for kategorier med få tilmeldinger.
Tv-prisen uddeles i følgende kategorier (anno 2024)
- Bedste Nyheds- og aktualitetsindhold
- Bedste Sportsdækning
- Bedste Dokumentar
- Bedste Fakta- og dokumentarserie
- Bedste Reportageserie
- Bedste Crime
- Bedste Karakterdrevne serie
- Bedste Factual Entertainment
- Bedste Livsstilsprogram
- Bedste Børne- og ungeprogram
- Bedste Reality
- Bedste Underholdning
- Bedste Event
- Bedste Fiktion - Short
- Bedste Fiktion - Long
- Årets Nyskabelse

Samt
- Årets Otto

## Prisvindere

### 2000
| Kategori                   | Prismodtager                 |
| -------------------------- | ---------------------------- |
| Årets Dokumentar           | Jeg er levende - Jørgen Leth |
| Årets Underholdning        | Casper & Mandrilaftalen, DR  |
| Årets Faktaprogram         | Sådan er kvinder, Koncern TV |
| Årets Børne- og Ungdoms-TV | Ghettoprinsesse, Koncern TV  |
| Brancheprisen              | Casper & Mandrilaftalen, DR  |

### 2001
| Kategori                   | Prismodtager                   |
| -------------------------- | ------------------------------ |
| Årets Dokumentar           | Den højeste straf              |
| Årets Dokumentar-serie     | Digtere, divaer og dogmebrødre |
| Årets Livsstils-TV         | De dyre drenge                 |
| Årets TV-Show              | Eurovision Song Contest 2001   |
| Årets Drama                | Rejseholdet                    |
| Årets Underholdning        | Niels Hausgaard 2001           |
| Årets Comedy               | Emma's dilemma                 |
| Årets Nyskabelse           | P.I.S. politiets indsatsstyrke |
| Årets Børne- og Ungdoms-TV | Det første kys                 |
| Årets TV-vært              | Lars Hjortshøj                 |
| Brancheprisen              | Missionen på Nørrebro          |
| Årets Otto                 | Poul Martinsen                 |

### 2002
| Kategori                   | Prismodtager                     |
| -------------------------- | -------------------------------- |
| Årets Dokumentar           | Mødet med min datter             |
| Årets Dokumentar-serie     | Drengene fra Vollsmose, TV2      |
| Årets Aktualitets-program  | Dags Dato ("Politiagenten"), TV2 |
| Årets Special-program      | Viden om, DR2                    |
| Årets Livsstils-TV         | Sådan er mænd, DR2               |
| Årets TV-Show              | Danish Music Awards              |
| Årets Drama                | Rejseholdet                      |
| Årets Underholdning        | Venner for livet                 |
| Årets Reality-program      | Popstars, TV2                    |
| Årets Comedy               | Langt fra Las Vegas, TV 2 Zulu   |
| Årets Nyskabelse           | Hypokonder, TV 2 Zulu            |
| Årets Børne- og Ungdoms-TV | Hallo! Det er dit valg, TV2      |
| Årets TV-vært              | Frode Munksgaard                 |
| Brancheprisen              | Drengene fra Vollsmose           |
| Årets Otto                 | Otto Leisner                     |

### 2003
| Kategori                        | Prismodtager                                 |
| ------------------------------- | -------------------------------------------- |
| Årets Dokumentar                | Sorgens børn                                 |
| Årets Dokumentar-serie          | Årgang 0, TV2                                |
| Årets Aktualitets-program       | Kontant, DR1                                 |
| Årets Special-program           | Viden om ("Kroppens blinde passagerer"), DR2 |
| Årets Livsstils-TV              | Hammerslag, DR1                              |
| Årets TV-Show                   | Robbie Williams live                         |
| Årets Underholdning             | Stjerne for en aften                         |
| Årets Reality-program           | Robinson Ekspeditionen, TV3                  |
| Årets Comedy                    | Langt fra Las Vegas, TV2 Zulu                |
| Årets Nyskabelse                | På kanten af verden                          |
| Årets Børne- og Ungdoms-TV      | Wonderkids, TV2                              |
| Årets TV-vært underholdning     | Natasja Crone                                |
| Årets TV-vært børne/ungdom      | Camilla Ottesen                              |
| Årets TV-vært nyhed/aktualitet  | Mette Vibe Utzon                             |
| Årets kvindelige tv-skuespiller | Sofie Gråbøl                                 |
| Årets mandlige tv-skuespiller   | Peter Mygind                                 |
| Brancheprisen                   | De uaktuelle nyheder                         |
| Årets Otto                      | Ulla Terkelsen                               |

### 2004
| Kategori                        | Prismodtager                        |
| ------------------------------- | ----------------------------------- |
| Årets Dokumentar                | Rødvinsgenerationen, DR2            |
| Årets Aktualitets-program       | Debatten, DR2                       |
| Årets Special-program           | Tal med Gud, DR2                    |
| Årets Livsstils-TV              | De fantastiske 5, TV3               |
| Årets TV-Show                   | Niels Hausgaard "Med hudfarvet hud" |
| Årets TV-Underholdning          | Hvem vil være millionær? TV2        |
| Årets Reality                   | Par på prøve, TV3                   |
| Årets Comedy                    | Drengene fra Angora, DR2            |
| Årets Nyskabelse                | Jul på Vesterbro, DR2               |
| Årets Børne- og Ungdoms-TV      | Sigurd og Symfoniorkestret, DR1     |
| Årets kvindelige TV-vært        | Cecilie Frøkjær                     |
| Årets mandlige TV-vært          | Jes Dorph-Petersen                  |
| Årets TV-vært nyhed/aktualitet  | Mette Vibe Utzon                    |
| Årets kvindelige tv-skuespiller | Anne Louise Hassing                 |
| Årets mandlige tv-skuespiller   | Anders W. Berthelsen                |
| Årets TV-program                | Krøniken, DR1                       |
| Årets Otto                      | Sven Clausen                        |

### 2005[4]
| Kategori                                      | Prismodtager                                   |
| --------------------------------------------- | ---------------------------------------------- |
| Årets dokumentarprogram                       | Herlufsholm: Første skoledag (DR)              |
| Årets nyhedshistorie                          | "Henriette Kjær dømt som dårlig betaler" (TV2) |
| Årets børne- og ungdomsprogram -journalistisk | Rundfunk (TV2)                                 |
| Årets specialprogram                          | Jersild og spin - Thorning og Kaos (DR2)       |
| Årets livsstilsprogram                        | Kontant (DR)                                   |
| Årets realityprogram                          | FC Zulu (TV2 Zulu)                             |
| Årets tv-show                                 | P3 Guld (DR2)                                  |
| Årets tv-underholdning                        | Vild med dans (TV2)                            |
| Årets børne- og ungdomsprogram                | Amigo (DR1)                                    |
| Årets comedy                                  | Klovn (TV2 Zulu)                               |
| Årets TV-drama                                | Krøniken (DR1)                                 |
| Årets nyskabelse                              | FC Zulu (TV2 Zulu)                             |
| Årets tv-program                              | Krøniken (DR1)                                 |
| Årets fotograf                                | Thomas Marott for Tammie og Drengene           |
| Årets klipper                                 | Pernille Bech for Tammie og Drengene           |
| Årets kvindelige tv-skuespiller               | Anne Louise Hassing                            |
| Årets mandlige tv-skuespiller                 | Anders W. Berthelsen                           |
| Årets kvindelige tv-vært                      | Cecilie Frøkjær                                |
| Årets mandlige tv-vært                        | Jes Dorph-Petersen                             |
| Årets Otto                                    | Bubber                                         |

### 2006[6]
Afholdt den 18. august 2006 i Operaen i København. Uddelingen blev for første gang livetransmitteret på TV3.
| Kategori                       | Prismodtager                                             | Produceret af      |
| ------------------------------ | -------------------------------------------------------- | ------------------ |
| Årets dokumentarprogram        | Asylbørn (TV 2)                                          | TV 2 Østjylland    |
| Årets dokumentarserie          | Den sorte box (TV2)                                      | Selskabet          |
| Årets nyhedshistorie           | Kødskandalen (DR1)                                       | DR                 |
| Årets livstilsprogram          | Liebhaverne (TV 2)                                       | Koncern Film og TV |
| Årets specialprogram           | Menneskedyret i flokken (TV 2)                           | Hansen & Pedersen  |
| Årets realityprogram           | Paradise Hotel (TV 3)                                    | Mastiff Media      |
| Årets tv-underholdning         | Scenen er din (TV 2)                                     | Blu                |
| Årets børne- og ungdomsprogram | Barda (DR1)                                              | Easy Film          |
| Årets nyskabelse               | Sexskolen (TV 3)                                         | Koncern Film og TV |
| Årets comedy                   | Klovn (TV 2 Zulu)                                        | Zentropa           |
| Årets kvindelige skuespiller   | Anne Louise Hassing for Krøniken (DR1)                   |                    |
| Årets mandlige skuespiller     | Anders W. Berthelsen for Krøniken (DR1)                  |                    |
| Årets kvindelige tv-vært       | Cecilie Frøkjær for Go' morgen Danmark (TV 2)            |                    |
| Årets mandlige tv-vært         | Hans Pilgaard for Go' aften Danmark (TV 2)               |                    |
| Årets fotograf                 | Mathias Troelstrup for Mig og min alder (DR1)            | Koncern            |
| Årets klipper                  | Steen Johannesen for Ballets dronning (TV 2)             | Bastard            |
| Årets tv-program               | Ørnen (DR1)                                              | DR                 |
| Årets tv-event                 | MGP 2005 (DR1)                                           | DR                 |
| Årets tv-talent                | Marike Jensen for Historien om plejehjemmet Fælledgården | Bastard            |
| Årets Otto                     | Lasse Jensen                                             |                    |

### 2007[8]
Blev afholdt den 16. august 2007 i Det Ny Teater i København.
| Kategori                        | Prismodtager                                       | Produceret af              |
| ------------------------------- | -------------------------------------------------- | -------------------------- |
| Årets tv-underholdning          | Gu'skelov du kom (TV3)                             | Blu                        |
| Årets realityprogram            | Syv sure mænd (TV2 Charlie)                        | Nordisk Film TV Produktion |
| Årets livstilsprogram           | Uventet besøg (DR1)                                | STV                        |
| Årets tv-event                  | MGP 2006 (DR1)                                     | DR                         |
| Årets kvindelige skuespiller    | Mia Lyhne for Klovn og Trio van Gogh               |                            |
| Årets mandlige skuespiller      | Anders W. Berthelsen                               |                            |
| Årets specialprogram            | Chefredaktørernes klub (DR2)                       | DR                         |
| Årets dokumentarserie           | Min bedste lærer (TV 2)                            | Selskabet                  |
| Årets kvindelige tv-vært        | Cecilie Frøkjær                                    |                            |
| Årets mandlige tv-vært          | Jesper Steinmetz                                   |                            |
| Årets tv-talent                 | Johannes Langkilde                                 |                            |
| Årets børne- og ungdomsprogram  | Max (DR1)                                          | Hurlumhejhuset             |
| Årets tv-drama                  | Forbrydelsen (DR1)                                 | DR                         |
| Årets comedy                    | Tjenesten på TV (DR2)                              | Respirator Media           |
| Årets dokumentarprogram         | Vores lykkes fjende (DR1)                          | Bastard Film og TV         |
| Årets nyhedshistorie            | "Ulovlig svinetransporter" af Kristian Sloth og DR | DR                         |
| Årets nyskabelse                | Zulu Djævleræs (TV 2 Zulu)                         |                            |
| Årets tv-program                | Forbrydelsen (DR1)                                 | DR                         |
| Årets Otto                      | Bo Damgaard                                        |                            |
| Marianne Kjær Inspirationslegat | Jonas Tarp                                         |                            |

### 2008[10]
Blev afholdt den 15. august 2008.
| Kategori                         | Nominerede | Prismodtagere                           | Produceret af          |
| -------------------------------- | --- | --------------------------------------- | ---------------------- |
| Årets dokumentarprogram          | - Et hul i himlen - når mor og far er i fængsel (Ovidia Film/DR1) - CIAs danske forbindelse (DR) - Flugten fra Grønland (DR) - Slobodan Milosevic - Præsident under anklage (Team Productions/TV2)                                                      | Fra Thailand til Thy (DR1)              | Cosmo Doc              |
| Årets aktualitetsprogram         | - Aftenshowet (DR1) - Onside (Viasat Sport/3+) - Valgaften 07 (DR) - Fodbold uden Filter (Viasat Sport/3+) | Partilederrunden (DR1)                  | DR Nyheder             |
| Årets kvindelige tv-vært         | - Cecilie Beck for Praxis - Lise Rønne for X Factor - Louise Wolff for Aftenshowet og Sporløs - Anne Katrine Okholm for Elsk mig i nat | Cecilie Frøkjær (TV 2)                  |                        |
| Årets mandlige tv-vært           | - Reimer Bo for TVA/Valg07 - Peter Qvortrup Geisling for Diagnose søges og Ha det godt - Hans Pilgaard for Hvem vil være millionær og Go’aften Danmark og Gi mig 5 - Robert Hansen for Magi i luften                                                    | Jes Dorph for Nyhederne (TV 2)          |                        |
| Årets realityprogram             | - Robinson Ekspeditionen (Strix Televison/TV3) - Byen hvor kvinderne gik (Nordisk Film/TV2) - Comedy Fight Club (STV Productions/TV 2 Zulu) | Paradise Hotel (TV3)                    | Mastiff                |
| Årets tv-underholdning           | - Vild med dans (Mastiff/TV 2) - Magi i Luften (Mastiff/TV3) - MGP 2007 (DR) - Zulu Awards (Blu/TV 2 Zulu) | X Factor (DR1)                          | Blu                    |
| Årets tv-talent                  | | Jimi Jan for TV 2 Nyhederne             |                        |
| Årets tv-drama                   | - Anna Pihl (Cosmo Film/TV 2) - Album (Fine & Mellow/DR2) - 2900 Happiness (Nordisk Film/TV3) - Sommer (DR) | Forbrydelsen (DR1)                      | DR Drama               |
| Årets mandlige skuespiller       | - Jesper Lohmann for 2900 Happiness - Jesper Langberg for Sommer og Forbrydelsen - Lars Ranthe for Sommer - Jens Jørn Spottag for Album | Lars Mikkelsen for Forbrydelsen         |                        |
| Årets kvindelig skuespiller      | - Christiane Schamburg-Müller for 2900 Happiness - Malene Schwartz for 2900 Happiness - Ann Eleonora Jørgensen for Forbrydelsen - Lisbet Dahl for Sommer                                                                                                | Sofie Gråbøl for Forbrydelsen           |                        |
| Årets comedy                     | - Angora by Night (Angora Film & TV/DR2) - Max (MAX Film/DR1) - Tjenesten (DR2) - Yallahrup Færgeby (DR2) | Klovn (TV 2)                            | Zentropa               |
| Årets børne- og ungdomsprogram   | - Antiglobetrotter (Easy Film/DR2) - Barda (Easy Film/DR1) - Øen (Koncern/TV2) - Pigerne mod drengene (DR1) | Shanes Verden (DR1)                     | Blenkov og Schønnemann |
| Årets livsstilsprogram           | - Med andre øjne (Nordisk Film/DR1) - Bonderøven (DR2) - Spise med Price (DR2) - Diagnose søges (DR1) | Med kniven for struben                  | Strix Television       |
| Årets dokumentarserie            | - Hemmeligheder og løgne (Bastard Film/DR2) - Og det var Danmark (DR) - De Unge Mødre (Sand Tv/Kanal 4) - Politiskolen (Fridthjof Film/DR1) - Her kommer eliten (tvDOKfilm/DR1)                                                                         | Politiskolen (DR1)                      | Fridthjof Film         |
| Årets nyhedshistorie             | - "Afsløringen af Michael Rasmussen" (DR) - "Ulovlige adoptioner fra Indien" (Papagio Film/DR1) - "Filippinske piger udnyttes af rige danskere" (DR) - "Danske soldater i kamp" (TV 2)                                                                  | TV Avisen Søndags "Afsløring af A-Vask" |                        |
| Årets nyskabelse                 | - 2900 Happiness (Nordisk Film/TV3) - Brian Mørk Show (TV 2 Networks/TV 2 Zulu) - Yallahrup Færgeby (DR2) - Venner på eventyr (STV/DR1) | Diagnose søges (DR1)                    | DR                     |
| Årets tv-program                 | - Fra Thailand til Thy (Cosmo Doc/DR1) - 2900 Happiness (Nordisk Film/TV3) - De Unge Mødre (Sand Tv/Kanal 4) - Vild med dans (Mastiff/TV2) - Brian Mørk Show (TV 2 Zulu) - Yallahrup Færgeby (DR2) - X Factor (Blu/DR 1) - Paradise Hotel (Mastiff/TV3) | Forbrydelsen (DR1)                      | DR                     |
| Årets Otto                       | | Ingolf Gabold                           |                        |
| Marianne Kjærs Inspirationslegat | | Pelle Hvenegaard (TV 2 Zulu)            |                        |

### 2009[12]
| Kategori                          | Prismodtager                                        | Produceret af     |
| --------------------------------- | --------------------------------------------------- | ----------------- |
| Årets dokumentarprogram           | Dagbog fra midten (DR2)                             | Guldbrandsen Film |
| Årets livsstilsprogram            | Mission baby (DR1)                                  | Koncern           |
| Årets realityprogram              | Robinson Ekspeditionen (TV3)                        | Strix Television  |
| Årets faktaserie                  | Danskere i krig (DR1)                               | Freeport Film     |
| Årets aktualitetsprogram          | DR2 Premiere (DR2)                                  | DR                |
| Årets sportsprogram               | Fodbold uden filter (TV3+)                          | Viasat Sport      |
| Årets tv-underholdning            | X Factor (DR1)                                      | Blu               |
| Årets tv-event                    | Dansk Melodi Grand Prix (DR1)                       | DR Musik          |
| Årets satireprogram               | Slemme slemme piger (TV 2 Zulu)                     | STV               |
| Årets korte tv-drama eller comedy | Klovn (TV 2 Zulu)                                   | Zentropa          |
| Årets lange tv-drama              | Sommer (DR1)                                        | DR                |
| Årets nyhedshistorie              | TV 2's "Gellerup"                                   | TV 2              |
| Årets danske nyskabelse           | Comedykuren (Kanal 5)                               | Nordisk Film      |
| Årets børne- og ungdomsprogram    | Klamborg (TV 2)                                     | Frontier          |
| Årets web-tv                      | Doxwise (Politiken.dk/Doxwise)                      | Copenhagen Bombay |
| Årets seerpris                    | Sommer (DR1)                                        | DR                |
| Bedste manus                      | Dunja Gry Jensen og Rikke de Fine Licht for Sommer  |                   |
| Bedste foto - fakta               | Lars Skree og Henrik Ipsen for Fra Thy til Thailand |                   |
| Bedste foto - drama               | Michael Christensen for Tak for i aften On Tour     |                   |
| Bedste klip - Fakta               | Kasper Norup for X Factor                           |                   |
| Bedste klip - drama               | Theis Schmidt for Mille                             |                   |
| Bedste lyd - drama                | Andreas Holtti for Mille                            |                   |
| Årets tv-skuespiller              | Jesper Langberg for Sommer                          |                   |
| Årets tv-vært                     | Jesper Steinmetz                                    |                   |
| Årets tv-talent                   | Lisbeth Østergaard                                  |                   |
| Årets Otto                        | Søren Ryge                                          |                   |

## 2010'erne

### 2010
Tekst mangler, hjælp os med at skrive teksten

### 2011
Tekst mangler, hjælp os med at skrive teksten

### 2012
| Kategori                         | Prismodtager | Produceret af                         |
| -------------------------------- | --- | ------------------------------------- |
| Bedste dokumentar                | Putins kys (DR2) | Monday Reporter og Made in Copenhagen |
| Bedste faktaserie                | De bortførte børn, (TV 2) | Dokumentar Kompagniet                 |
| Bedste nyhedshistorie            | Sultkatastrofe i Somalia: Tantholdt finder skjult nødhjælpslager (TV 2)                                                                                 | TV 2 Nyhederne                        |
| Bedste nyheds-event/live-dækning | Med livet som indsats (DR1) | DR Event                              |
| Bedste aktualitetsprogram        | Kulturen på News (TV 2 News) | TV 2 News                             |
| Bedste sportsprogram             | Ankerdal på News (TV 2 News) | TV 2 News                             |
| Bedste livsstilsprogram          | Nak & Æd (DR2) | DR Natur                              |
| Bedste børneprogram              | Store Nørd (DR Ramasjang) | DR                                    |
| Bedste realityserie              | Blod, sved og ris (DR1) | Koncern TV                            |
| Bedste reportageserie            | Sex, kaos og bekendelser (DR2) | Strix                                 |
| Bedste tv-underholdning          | X Factor (DR1) | Blu                                   |
| Bedste tv-satire/comedy          | A-klassen (DR2) | Fridthjof Film                        |
| Bedste tv-drama                  | Borgen (DR1) | DR Fiktion                            |
| Bedste tv-event                  | Zulu Comedy Galla 2011 (TV 2 Zulu) | Immergut                              |
| Bedste kvindelige tv-skuespiller | Sidse Babett Knudsen i Borgen, (DR1) |                                       |
| Bedste mandlige tv-skuespiller   | Pilou Asbæk i Borgen (DR1) |                                       |
| Bedste kvindelige tv-vært        | Natasja Crone (TV 2 Nyhederne) |                                       |
| Bedste mandlige tv-vært          | Jan Gintberg for Gintberg på kanten (DR1) |                                       |
| Bedste tv-trailer                | "Brænder det stadig" for Det Nye Talkshow (DR1) |                                       |
| Bedste foto                      | Nadim Carlsen for Et splitsekund (DR1) |                                       |
| Bedste klip                      | Line Schou Hillerbrand, Nepo Goldmann-Piculell, Iben Sol Mauritsson, Luis Pinto, Niels Luster og Steffen Sennenwaldt for Sex, kaos og bekendelser (DR2) |                                       |
| Bedste foto – tv-drama/comedy    | Kim Høgh Mikkelsen for Rita (TV 2) |                                       |
| Bedste klip – tv-drama/comedy    | My Thordal for Borgen på DR1 |                                       |
| Årets værtstalent                | Stéphanie Surrugue (TV 2 News) |                                       |
| Årets nyskabelse                 | Mormors bordel (TV 2) | Koncern                               |
| Årets Otto                       | Karen Thisted |                                       |
| Seerprisen                       | Korrespondenterne (TV 2) |                                       |

### 2013
Uddelt den 16. august 2013 i Tivoli Congress Center. Uddelingens værter var Ibi Støving (TV 2), Adam Duvå Hall (TV3) og Jacob Riising (DR).
| Kategori                         | Prismodtager                                                | Produceret af                          |
| -------------------------------- | ----------------------------------------------------------- | -------------------------------------- |
| Bedste dokumentar                | Min barndom i helvede (DR1)                                 | Kragefilm og Mastomedia                |
| Bedste faktaserie                | Korrespondenterne (TV 2)                                    | TV 2 News                              |
| Bedste reportageserie            | Undskyld vi er her (DR1)                                    | Eyeworks                               |
| Bedste nyhedshistorie            | "Waterfront: DSBs hemmelige våben" (DR1)                    | DR Nyheder                             |
| Bedste nyheds-event/live-dækning | Amerikansk valgaften (TV 2 og TV 2 News)                    | TV 2 Nyhederne, TV 2 Event, TV 2 News  |
| Bedste aktualitetsprogram        | Deadline (DR2)                                              | DR Nyheder                             |
| Bedste sportsprogram             | OL Studiet - Good Evening London (TV 2)                     | TV 2 Sporten                           |
| Bedste livsstilsprogram          | Den store bagedyst (DR1)                                    | DR Livsstil                            |
| Bedste børneprogram              | Ramasjang Mysteriet (DR Ramasjang)                          | DR B&U                                 |
| Bedste konkurrencedrevne serie   | Divaer i junglen (TV3)                                      | Eyeworks                               |
| Bedste karakterdrevne serie      | Familien fra Bryggen (TV3)                                  | Metronome Productions                  |
| Bedste factual entertainment     | Gintberg på kanten (DR1)                                    | DR Livsstil                            |
| Bedste tv-underholdning          | Maestro (DR1)                                               | Nordisk Film TV A/S                    |
| Bedste tv-satire/comedy          | Absurdistan (DR3)                                           | Douglas Entertainment                  |
| Bedste tv-drama                  | Borgen III (DR1)                                            | DR Fiktion                             |
| Bedste tv-event                  | Zulu Awards 2013 (TV 2 Zulu)                                | Mastiff A/S                            |
| Årets nyskabelse – fakta         | Pind og Holdt i USA (DR2)                                   | United Productions Aps                 |
| Årets nyskabelse – underholdning | Riisings flotte talkshow (DR Ultra)                         | Mastiff A/S                            |
| Bedste kvindelige tv-vært        | Tine Gøtzsche for TV Avisen (DR1)                           | DR Nyheder                             |
| Bedste mandlige tv-vært          | Anders Breinholt for Natholdet (TV 2)                       | Nordisk Film TV A/S                    |
| Årets værtstalent                | Joakim Ingversen for Ultrahuset - Her styrer vi! (DR Ultra) | Metronome Productions A/S              |
| Årets big character              | Collins Omokaro og Loveth Idahosa for Sort arbejde (DR2)    | Content Power House                    |
| Bedste tv-trailer                | Bear Grylls: Drengen der overlevede (Discovery Channel)     | Discovery Networks Nordic              |
| Bedste klip                      | David Rosenquist for Korrespondenterne (TV 2)               | TV 2 Nyhederne                         |
| Bedste foto                      | Lars Skree for I Krig og Kærlighed i Syrien (DR1)           | DR Nyheder                             |
| Seerprisen                       | Operation X (TV 2) og Du skal dø (DR2)                      | Monday Productions Aps og DR Videnskab |
| Årets Otto                       | Thomas Heurlin                                              |                                        |

### 2014
Blev uddelt den 15. august 2014 i DR Koncerthuset. Uddelingens værter var Camilla Ottesen og Jacob Riising.
| Kategori                              | Prismodtager                                                                               | Produceret af              |
| ------------------------------------- | ------------------------------------------------------------------------------------------ | -------------------------- |
| Bedste dokumentar                     | The Act of Killing (DR K)                                                                  | Final Cut for Real         |
| Bedste faktaserie                     | I skattely (DR1)                                                                           | DR Dokumentar              |
| Bedste reportageserie                 | Syg i hovedet (DR3)                                                                        | United Production          |
| Bedste nyhedshistorie                 | "Børnene og lugten – Filippinerne" (TV 2)                                                  | TV 2 Nyhederne             |
| Bedste nyheds-event/live-dækning      | Demokratiets aften (DR1)                                                                   | DR Nyheder                 |
| Bedste aktualitetsprogram             | DR2 undersøger: En værdig død? (DR2)                                                       | DR Danmark Natur & Samfund |
| Bedste sportsprogram                  | X Games (DR3)                                                                              | DR Sporten                 |
| Bedste livsstilsprogram               | Kender du typen? (DR1)                                                                     | DR Danmark Natur & Samfund |
| Bedste børneprogram                   | Pendlerkids 2 (DR Ultra)                                                                   | Grif Film                  |
| Bedste konkurrencedrevne realityserie | Robinson Ekspeditionen (TV3)                                                               | Strix Television           |
| Bedste karakterdrevne serie           | Sort arbejde (DR2)                                                                         | STV Productions            |
| Bedste factual entertainment          | Gal eller normal (DR1)                                                                     | Koncern TV                 |
| Bedste tv-underholdning               | Vild med dans (TV2)                                                                        | Mastiff                    |
| Bedste tv-satire/comedy               | Rytteriet II (DR2)                                                                         | DR Fiktion                 |
| Bedste tv-drama                       | Arvingerne (DR1)                                                                           | DR Fiktion                 |
| Bedste tv-event                       | P3 Guld (DR3)                                                                              | DR Event                   |
| Årets nyskabelse – Fakta              | Ultra Nyt (DR Ultra)                                                                       | DR Danmark B&U             |
| Årets nyskabelse – Underholdning      | Fuckr med dn hjrne (DR3)                                                                   | Immergut                   |
| Bedste tv på flere medier             | Æg på DR3 (DR3)                                                                            | DR Kultur                  |
| Bedste kvindelige tv-vært             | Stéphanie Surrugue (TV 2 og TV 2 News)                                                     |                            |
| Bedste mandlige tv-vært               | Martin Krasnik (DR2)                                                                       |                            |
| Årets værtstalent                     | Esben Bjerre og Peter Falktoft for Monte Carlo elsker USA (DR3)                            | DR Ung                     |
| Årets big character                   | Linse Kessler for Familien fra Bryggen (TV3)                                               | Metronome Productions      |
| Bedste tv-trailer                     | Danish Dynamite 3 – Jeppe K (TV 2 Zulu)                                                    | TV 2 Marketing             |
| Bedste klip                           | Niels Jørgen Lyster og Steffen Sennenwaldt (A-Klip) og David Rue for Kokainens Pris’ (DR3) | Eyeworks                   |
| Bedste foto                           | Peter Ramsø og Nicklas Korgaard for Fuckr med dn hjrne (DR1)                               | Immergut                   |
| Seerprisen                            | Arvingerne (DR1)                                                                           | DR Fiktion                 |
| Årets Otto                            | Jarl Friis-Mikkelsen                                                                       |                            |

### 2015[16]
Blev uddelt den 15. august 2015.
| Kategori                              | Prismodtager                                                | Produceret af                              |
| ------------------------------------- | ----------------------------------------------------------- | ------------------------------------------ |
| Bedste nyhedshistorie                 | "Flygtninges vej fra Middelhavet til Danmark" (TV 2)        | TV2 Nyhederne                              |
| Bedste Nyheds-event/Live-dækning      | Dækningen af terrorangrebene i København (TV2 News)         | TV2 News                                   |
| Bedste aktualitetsprogram             | Detektor (DR2)                                              | DR Fakta                                   |
| Bedste sportsprogram                  | VM på Bryggen (DR1/DR2)                                     | DR Sporten                                 |
| Bedste børneprogram                   | Skæg med Matematik (DR Ramasjang)                           | Greathouse Film                            |
| Bedste dokumentar                     | Ekstra Bladet – uden for citat (TV 2)                       | Danish Documentary Production              |
| Bedste faktaserie                     | De brændte børn (TV 2)                                      | Nordisk Film TV                            |
| Bedste reportageserie                 | På røven I Nakskov (TV 2)                                   | Koncern TV & Film Produktion               |
| Bedste factual entertainment          | Gift ved første blik (DR1)                                  | Snowman Productions                        |
| Bedste karakterdrevne serie           | Familien fra Bryggen (TV3)                                  | Metronome Productions A/S                  |
| Bedste konkurrencedrevne realityserie | Robinson Ekspeditionen 2014                                 | Strong Television A/S                      |
| Bedste livsstilsprogram               | Den Store Bagedyst 2014 (DR1)                               | DR Livsstil                                |
| Bedste tv-underholdning               | X Factor (DR1)                                              | BLU                                        |
| Bedste tv-satire/comedy               | Dybvaaaaad! (TV 2 Zulu)                                     | Respirator                                 |
| Bedste tv-drama                       | Arvingerne II (DR1)                                         | DR Fiktion                                 |
| Bedste tv-event                       | Zulu Comedy Galla 2014 (TV 2 Zulu)                          | Immergut                                   |
| Bedste tv på flere medier             | Natholdet (TV 2)                                            | Pineapple Entertainment                    |
| Bedste tv-trailer                     | Zulu Comedy Galla 2014 (TV 2 Zulu)                          | Immergut                                   |
| Bedste foto                           | Line Morell Holm for Tvillingerne fra Holstebro (TV 2)      | TV Midtvest                                |
| Bedste klip                           | Marie-Louise Bordingaard Munk for På røven I Nakskov (TV 2) | Koncern TV Film Produktion                 |
| Bedste kvindelige tv-vært             | Stéphanie Surrugue for Go' Morgen Danmark (TV 2)            | Nordisk Film TV                            |
| Bedste mandlige tv-vært               | Jan Gintberg for Gintberg på kanten (DR1)                   | DR Livsstil og Samfund                     |
| Årets Big Character                   | Rufus Gifford for Jeg er ambassadøren fra Amerika (DR3)     | DR Ung                                     |
| Årets nyskabelse – fakta              | Rigtige mænd (DR1)                                          | Fjernsynsforeningen/DR Livsstil og Samfund |
| Årets nyskabelse – underholdning      | Kære dagbog (DR3)                                           | DR Ung                                     |
| Seerprisen                            | Kurs mod fjerne kyster (TV 2)                               | Nordisk Film TV                            |
| Årets Otto                            | Per Wennick                                                 |                                            |

### 2016
Tekst mangler, hjælp os med at skrive teksten

### 2017
Uddelt den 28. januar 2017.
| Kategori                              | Prismodtager                                    | Produceret af           |
| ------------------------------------- | ----------------------------------------------- | ----------------------- |
| Årets nyskabelse - underholdning      | Alle mod 1 (DR1)                                | Nordisk Film TV         |
| Årets nyskabelse - fakta              | Overklassen på Udebane (DR1)                    | !mpact                  |
| Bedste børneprogram                   | Ultra Jam (DR Ultra)                            | Farsight.tv             |
| Bedste content på flere platforme     | ZULU Awards 2016 (TV 2 Zulu)                    | Nordisk Film TV         |
| Bedste sportsprogram                  | OL - Guld til Danmark (DR1)                     | DR Sporten              |
| Bedste aktualitetsprogram             | Langt fra Borgen (DR1)                          | DR                      |
| Bedste nyhedshistorie                 | "De syge medarbejdere hos Siemens/Vestas" (DR1) | DR Nyhederne            |
| Bedste dokumentar                     | Dem Vi Var (TV2)                                | Made in Copenhagen      |
| Bedste crime                          | Voldtaget (DR3)                                 | United Productions      |
| Bedste reportageserie                 | Da krigen kom til Toftlund (DR1)                | DR Danmark              |
| Bedste factual entertainment          | Menneskejagt (DR3)                              | Metronome Productions   |
| Bedste faktaserie                     | Vi er Jens Jensen (TV2)                         | United Productions      |
| Bedste karakterdrevne serie           | Drengene på kanten (DR3)                        | Koncern TV              |
| Bedste livsstilsprogram               | Made in Denmark (DR1)                           | Mastiff                 |
| Bedste konkurrencedrevne realityserie | Robinson Ekspeditionen 2015 (TV3)               | Strong Productions      |
| Bedste satire/comedy                  | Quizzen med Signe Molde (DR2)                   | DR Danmark, Samfundsliv |
| Bedste TV-serie                       | Norskov (TV2)                                   | SF Studios Productions  |
| Bedste gameshow                       | Versus (DR1)                                    | Mastiff                 |
| Bedste underholdning                  | Sofie Linde Show II (DR Ultra)                  | DR B&U                  |
| Bedste event                          | Charlies Revygalla 2016 (TV2 Charlie)           | Monday Production       |
| Bedste mandlige vært                  | Anders Agger for Indefra med Anders Agger (DR2) | DR Aarhus               |
| Bedste kvindelige vært                | Signe Molde for Quizzen med Signe Molde (DR2)   | DR Danmark              |
| Seerprisen                            | Kurs mod fjerne kyster (TV2)                    | Nordisk Film TV         |
| Årets Otto                            | Troels Kløvedal                                 |                         |

### 2018
Uddelt den 27. januar 2018.
| Kategori                              | Prismodtager                                               | Produceret af                                        |
| ------------------------------------- | ---------------------------------------------------------- | ---------------------------------------------------- |
| Seerprisen                            | Historien om Danmark (DR1)                                 | DR Kultur                                            |
| Årets Otto                            | Poul-Erik Heilbuth                                         |                                                      |
| Årets vært                            | Lasse Sjørslev for TV2 News                                |                                                      |
| Bedste tv-serie                       | Herrens Veje (DR1)                                         | DR Drama                                             |
| Bedste satire/comedy                  | Tæt på sandheden (DR2)                                     | Small Shoes                                          |
| Bedste underholdning                  | Toppen af poppen (TV2)                                     | Mastiff                                              |
| Bedste gameshow                       | 5. Halvleg (Kanal 5)                                       | Snowman Productions                                  |
| Bedste event                          | Zulu Comedy Galla 2017 (TV2 Zulu)                          | Pipeline Production                                  |
| Bedste livsstilsprogram               | Den perfekte opdragelse (TV2)                              | Koncern TV- & Filmproduktion                         |
| Bedste konkurrencedrevne realityserie | Landmand søger kærlighed (TV2)                             | BLU                                                  |
| Bedste karakterdrevne serie           | Prinsesser fra blokken (DR3)                               | DR Ung                                               |
| Bedste factual entertainment          | Danmark mod Østeuropa (TV2)                                | STV Production                                       |
| Bedste reportageserie                 | Gina Jaqueline (DR3)                                       | Pineapple Entertainment                              |
| Bedste crime                          | Morderen på den hvide hest (DR3)                           | DR Ung                                               |
| Bedste faktaserie                     | De skjulte talenter (DR1)                                  | DR Danmark & DR Dokumentar                           |
| Bedste dokumentar                     | De sidste mænd i Aleppo (DR2)                              | Larm Film & Aleppo Media Center & Kloos & Co. Medien |
| Bedste børneprogram                   | Klassen (DR Ultra)                                         | STV Production                                       |
| Bedste sportsprogram                  | Superliga Backstage (Canal 9)                              | Discovery Networks Denmark                           |
| Bedste aktualitetsprogram             | Operation X (TV2)                                          | TV2 Nyhederne                                        |
| Bedste nyhedshistorie                 | "Ældrepleje - Lis Fisker Knudsens mor var ved at dø" (TV2) | TV2 Nyhederne                                        |
| Bedste online format                  | Sat af (Viafree)                                           | TV3 Sport                                            |
| Bedste indhold på flere platforme     | Natholdet (TV2)                                            | Pineapple Entertainment                              |
| Årets nyskabelse - fakta              | Historien om Danmark (DR1)                                 | DR Kultur                                            |
| Årets nyskabelse - underholdning      | Boligkøb i blinde (TV3)                                    | Snowman Productions                                  |

### 2019
- Årets Børneprogram: Ultra smider tøjet[21]

## 2020'erne

### 2021[22]
| Kategori                         | Prismodtager                                                             | Produceret af                                |
| -------------------------------- | ------------------------------------------------------------------------ | -------------------------------------------- |
| Bedste nyhedshistorie            | Ensomhed blandt ældre (TV 2)                                             | TV 2 Nyhederne                               |
| Bedste aktualitetsprogram        | Ultra Nyt (DR TV)                                                        | DR B&U                                       |
| Årets sportsprogram              | Håndboldlogen (Viaplay)                                                  | TV3 Sport                                    |
| Bedste faktaserie                | Giv os naturen tilbage (DR1)                                             | Impact TV                                    |
| Bedste dokumentar                | Lever Elsker Savner (TV 2)                                               | Made in Copenhagen                           |
| Bedste reportageserie            | Min allersidste kæreste (DR3)                                            | Nordisk Film TV                              |
| Bedste crime                     | Tilståelsen (TV 2)                                                       | Koncern TV & Filmproduktion                  |
| Årets vært - fakta               | Peter Qvortrup Geisling (DR1)                                            | DR Nyheder                                   |
| Årets vært - underholdning       | Sofie Linde som vært på Zulu Comedy Galla 2020 (TV 2) og X Factor (TV 2) | Hhv. Woody Entertainment og Blu              |
| Årets nyskabelse - fakta         | Det sidste ord: Bent Fabricius Bjerre (TV 2)                             | Simson & Zartov                              |
| Årets nyskabelse - underholdning | Fællessang - hver for sig (DR1)                                          | DR Nyheder/DR Kultur                         |
| Bedste tv-serie - short form     | Limboland (Xee)                                                          | Drive Studios                                |
| Bedste tv-serie - long form      | Alfa (TV 2 Zulu)                                                         | Rocket Road Pictures / SF Studios Production |
| Bedste factual entertainment     | Fede forhold (DR1)                                                       | STV Production                               |
| Bedste karakterdrevne serie      | Pludselig boede jeg hos Sussi og Leo (DR3)                               | DR Ung TV                                    |
| Bedste børneprogram              | Madison midt imellem (DR TV/DR Ultra/DFI)                                | Plus Pictures                                |
| Bedste short form - non-scripted | Nicki Bille (TV 2 Play)                                                  | Koncern TV & Filmproduktion                  |
| Bedste livsstilsprogram          | Danmarks næste klassiker (DR1)                                           | Monday Production                            |
| Bedste gameshow                  | Den klassiske musikquiz 5 (DR2)                                          | DR Event og Partnerskaber for DR2            |
| Bedste event                     | Zulu Awards 2020 (TV 2 Zulu)                                             | Pineapple Entertainment                      |
| Bedste underholdning             | Fællessang - hver for sig (DR1)                                          | DR Nyheder/DR Kultur                         |
| Bedste satire/comedy             | Tæt på sandheden (DR2)                                                   | Small Shoes Production                       |
| Bedste reality                   | Alene i vildmarken (DR1)                                                 | United Production                            |
| Seerprisen                       | Fællessang - hver for sig (DR1)                                          | DR Nyheder/DR Kultur                         |
| Årets Otto                       | Stig Thorsboe                                                            |                                              |

### 2022[24]
| Kategori                         | Prismodtager                                | Produceret af                                |
| -------------------------------- | ------------------------------------------- | -------------------------------------------- |
| Bedste nyhedshistorie            | Med Taliban på pigeskole (DR1)              | DR Nyheder                                   |
| Bedste aktualitetsprogram        | Operation X (TV 2)                          | TV 2 Dokumentar                              |
| Bedste sportsdækning             | Formel 1 (Viaplay)                          | TV3 Sport                                    |
| Bedste dokumentar                | Muldvarpen - Undercover i Nordkorea (DR1)   | Wingman Media                                |
| Bedste faktaserie                | Lys på den lukkede (DR1)                    | Mastiff                                      |
| Bedste reportageserie            | Efterskolen (DRTV)                          | Bullitt Film og Tambo Film                   |
| Bedste crime                     | 100 falske forelskelser (DR3)               | Nordisk Film TV                              |
| Årets vært - underholdning       | Jonathan Spang for Tæt på sandheden (DR2)   | Small Shoes Production                       |
| Årets vært - fakta               | Puk Elgård for Go'morgen Danmark (TV 2)     | Nordisk Film TV                              |
| Årets nyskabelse - underholdning | John Dillermand (DR Ramasjang)              | Made By Us                                   |
| Årets nyskabelse - fakta         | 100 falske forelskelser (DR3)               | Nordisk Film TV                              |
| Seerprisen                       | Badehotellet (TV 2)                         | SF Studios, Nitrat Film, Thorsboe & Lundblad |
| Bedste underholdning             | 1 døgn, 2 hold, 3 dyr (TV 2)                | Made By Us                                   |
| Bedste tv-serie - short form     | Julefeber (DR1)                             | DR Drama                                     |
| Bedste tv-serie - long form      | Ulven kommer (DR1)                          | DR Drama                                     |
| Bedste satire/comedy             | Tæt på sandheden med Jonathan Spang (DR2)   | Small Shoes Production                       |
| Bedste livsstilsprogram          | Den store juniorbagedyst (DR1)              | DR Aarhus                                    |
| Bedste karakterdrevne serie      | Ufortyndet (DR2)                            | Eddy Media                                   |
| Bedste gameshow                  | Stormester (TV 2)                           | Metronome Productions                        |
| Bedste event                     | Zulu Awards 2021 (TV 2 Zulu)                | Pineapple Entertainment                      |
| Bedste børneprogram              | Onkel Rejes fede sommerferie (DR Ramasjang) | Made in Valby                                |
| Årets Otto                       | Mette Hoffman Meyer                         |                                              |

### 2023[25]
| Kategori                             | Prismodtager                                | Produceret af                 |
| ------------------------------------ | ------------------------------------------- | ----------------------------- |
| Bedste nyheds- og aktualitetsprogram | Bryllup under bombardement (TV 2)           | Mastiff                       |
| Bedste sportsdækning                 | Pokalfodbold Aarhus Fremds - Brøndby (DR 1) | DR Sporten                    |
| Bedste dokumentar                    | Flugt (DR2)                                 | Final Cut for Real            |
| Bedste fakta- og dokumentarserie     | Smertensbørn (TV 2)                         | Kompagniet                    |
| Bedste reportageserie                | Mit lille liv (TV 2)                        | TV 2 Dokumentar               |
| Bedste crime                         | Døden i annekset (TV 2)                     | TV 2 Dokumentar               |
| Bedste karakterdrevne serie          | Danmarks yngste dragqueen (DR1)             | DR Dokumentar                 |
| Bedste factual entertainment         | Min sindssygt sunde familie (TV 2)          | Koncern TV- og Filmproduktion |
| Bedste livsstilsprogram              | Sex med P3 (P3)                             | DR Ung                        |
| Bedste børne- og ungeprogram         | Vores Børnehjem (DR Ramasjang)              | Plus Pictures                 |
| Bedste underholdning                 | Jaget vildt (Kanal 5)                       | Metronome Productions         |
| Bedste event                         | Sammen for Ukraine (TV 2 og DR)             | Nordisk Film TV               |
| Bedste fiktion - short               | Hooligan (DR3)                              | Drive Studios                 |
| Bedste fiktion - long                | Carmen Curlers (DR1)                        | DR Drama                      |
| Årets nyskabelse                     | Krag & Virkner (DR 1)                       | Monday Production             |
| Årets Otto                           | Katrine Hauch-Fausbøll                      |                               |

### 2024[26]
| Kategori                             | Prismodtager                                | Produceret af       |
| ------------------------------------ | ------------------------------------------- | ------------------- |
| Årets nyskabelse                     | Karlas fantalastiske klasse (DR Ramasjang)  | Sparre Productions  |
| Bedste reality                       | Først til verdens ende (TV 2)               | Strong Productions  |
| Bedste børne- og ungdomsprogram      | Karlas fantalastiske klasse (DR Ramasjang)  | Sparre Productions  |
| Bedste reportageserie                | Balladen om kolonihaven (TV 2)              | Kompagniet          |
| Bedste sportsdækning                 | DM-ugen (DR1)                               | DR Sporten          |
| Bedste fakta- og dokumentarserie     | Inger og det dårlige selskab (TV 2)         | Sonntag Pictures    |
| Bedste nyheds- og aktualitetsindhold | Kontant: Puff bars - Nikotin til børn (DR1) | DR Nyheder          |
| Bedste crime                         | Journallstens dobbeltliv (DR1)              | Eddy Media          |
| Bedste dokumentar                    | Et hus af splinter (DR2)                    | Final Cut for Real  |
| Bedste fiktion - long                | Huset (DR1)                                 | DR Drama            |
| Bedste event                         | Sport 2022 (DR1)                            | DR Sporten          |
| Bedste underholdning                 | I hjernen på stjernen (DR1)                 | Tiki Media          |
| Bedste factual entertainment         | Gift ved første blik (DR1)                  | Snowman Productions |
| Bedste livstilsprogram               | Danmarks næste tøjdesigner (DR1)            | Monday Productions  |
| Bedste fiktion - short               | Hooligan (P3)                               | Drive Studios       |
| Bedste karakterdrevne serie          | Linde på Langeland (TV 2)                   | Bermuda Production  |
| Årets Otto                           | Kaare Sand                                  |                     |